# Сан Никандро Гарганико
Сан Ника̀ндро Гарга̀нико (на италиански: San Nicandro Garganico, на местен диалект Sànde Lecàndre, Санде Лекандре, от 1861 до 1999 г. Sannicandro Garganico, Саникандро Гарганико) е град и община в Южна Италия, провинция Фоджа, регион Пулия. Разположен е на 220 m надморска височина. Населението на общината е 15 802 души (към 2012 г.).